# Elasmoscelis impala
Elasmoscelis impala är en insektsart som beskrevs av Rauno E. Linnavuori 1973. Elasmoscelis impala ingår i släktet Elasmoscelis och familjen Lophopidae. Inga underarter finns listade i Catalogue of Life.